# Amhara
Amhara (amharisch አማራ Amara; amtlich የአማራ ብሔራዊ ክልላዊ መንግስት yä-Amara Bǝḥerawi Kǝllǝlawi Mängǝst, englisch Amhara National Regional State) ist eine Verwaltungsregion Äthiopiens.
Sie bildet dessen historisches Kernland mit der mittelalterlichen Hauptstadt Gondar und dem Antsokia-Tal. Mit der neuen Verwaltungsgliederung Äthiopiens nach ethnischen Kriterien wurde Amhara 1995 als Bundesstaat mit den Amharen als Titularnation geschaffen. Sie umfasst den größten Teil der früheren Provinzen Godscham und Begemder sowie Teile von Wollo. Die Region hatte 2015 knapp 20,4 Mio. Einwohner.

## Geschichte
Seit dem 18. Jahrhundert bildete Amhara ein unabhängiges Teilkönigreich, das im 19. Jahrhundert den Kaiser Theodor II. hervorbrachte. Dieser vereinigte im Krieg gegen Shewa und Tigray Amhara mit dem Rest Äthiopiens. Das Habescha-Volk der Amharen ist das größte unter den christlichen Völkern Äthiopiens, seine Sprache ist das Amharische. Bis zum Sturz von Haile Selassie 1974 bildeten Amharen die traditionell regierende Elite. Amharisch wird daher fälschlicherweise oft mit „äthiopisch“ schlechthin gleichgesetzt.
Am 22. Juni 2019 wurden der Präsident des Exekutivkomitees Ambachew Mekonnen und der äthiopische Generalstabschef Seare Mekonnen bei einem Putschversuch getötet.

## Regierung

### Präsidenten des Exekutivkomitees
- Addisu Legesse (National-Demokratische Bewegung der Amharen, ANDM): 1992 – Oktober 2000
- Yoseph Reta (* 1956) (ANDM): Oktober 2000 bis 5. Oktober 2005
- Ayalew Gobeze (ANDM): 5. Oktober 2005 bis 19. Dezember 2013
- Gedu Andargachew (ANDM): 19. Dezember 2013 bis 8. März 2018
- Ambachew Mekonnen (ANDM)/(ADP): 8. März 2018 bis 22. Juni 2019
- Lake Ayalew (ADP): seit 22. Juni 2019 (kommissarisch)[4]

Anmerkung: Die ANDM hat sich im Herbst 2018 in Demokratische Partei der Amharen (ADP) umbenannt.

## Politik
Die sozialistische National-Demokratische Bewegung der Amharen (die sich zunächst Demokratische Bewegung des Äthiopischen Volkes nannte und gesamtäthiopisch ausgerichtet war) verbündete sich 1989 mit der der Volksbefreiungsfront von Tigray (TPLF) zur Revolutionären Demokratischen Front der Äthiopischen Völker (EPRDF) und führte 1991 den Sturz der kommunistischen Regierung der Demokratischen Volksrepublik Äthiopien in Amhara herbei. Seither ist sie als Teil der in ganz Äthiopien herrschenden EPRDF die einflussreichste Partei in Amhara. Daneben gibt es auch die All-Amhara-Volksorganisation als Oppositionspartei der Vereinigten Äthiopischen Demokratischen Kräfte und die Koalition für Einheit und Demokratie, die bei den  Wahlen 2005 106 der 294 Sitze im regionalen Parlament der Region Amhara errang. Bei den Wahlen von 2010 und 2015 hat die National-Demokratische Bewegung der Amharen alle Sitze errungen. Oppositionsparteien waren wie in anderen Regionen Äthiopiens nicht zugelassen, beziehungsweise hatten aufgrund massiver Behinderung ihrer Arbeit die Wahlen boykottiert.
Die Demokratische Bewegung der Argobba-Nationalität vertritt – als Teil der EPRDF – die Interessen der Argobba in Amhara.

## Bevölkerung

### 1994
Zum Zeitpunkt der Volkszählung von 1994 hatte die Region Amhara 13.834.056 Einwohner. 1.265.315 (9,1 %) der Bevölkerung lebten in städtischen Siedlungen. 91,19 % (12.615.160) waren Amharen, 4,98 % (689.373) gehörten drei verschiedenen Gruppen der Agau an (374.132 Agew/Awi, 172.291 Kemant und 143.241 Agew/Kamyr), 3,00 % (417.419) Oromo, 0,32 % (44.609) Tigray und 0,27 % (37.626) Argobba. 81,4 % waren Äthiopisch-Orthodoxe Christen und 18,4 % Muslime.

### 2007
Laut Volkszählung 2007 waren von 17.221.976 Einwohnern 91,47 % (15.752.992) Amharen, 4,85 % (834.531) Agau (595.878 Agew/Awi und 238.653 Agew/Kamyr), 2,62 % (451.362) Oromo, 0,41 % (70.012) Argobba und 0,22 % (37.397) Tigray.  82,5 % waren Äthiopisch-Orthodoxe und 17,2 % Muslime. Die jährliche Bevölkerungswachstumsrate war mit 1,7 % zwischen 1994 und 2007 die niedrigste in Äthiopien. 12,6 % der Bevölkerung lebten in städtischen Gebieten. Die bevölkerungsreichsten Städte in der Region Amhara waren 2007 die am Tanasee gelegene heutige Regionshauptstadt Bahir Dar (155.428 Einwohner), Gondar (207.044 Einwohner), Dese (120.095 Einwohner), Debre Birhan (65.231 Einwohner) und Debre Markos (62.497 Einwohner) und Kombolcha (58.667 Einwohner). In Amhara liegt auch Lalibela, das wegen seiner Felsenkirchen berühmt ist.

## Administrative Gliederung
Amhara ist wie die anderen Regionen (Bundesstaaten) Äthiopiens in Zonen aufgeteilt.
- Agew Awi
- Debub Gondar (Süd-Gonder)
- Debub Wollo (Süd-Wollo)
- Mirab Gojjam (West-Godscham)
- Misraq Gojjam (Ost-Godscham)
- Oromia
- Semien Gondar (Nord-Gonder)
- Semien Shewa (Nord-Shewa)
- Semien Wollo (Nord-Wollo)
- Wag Hemra
- Bahir Dar (Spezialzone der Regionshauptstadt)
- Argobba (Spezialworeda des Volkes der Argobba, keiner Zone zugeordnet)